# Agriculture en Pologne

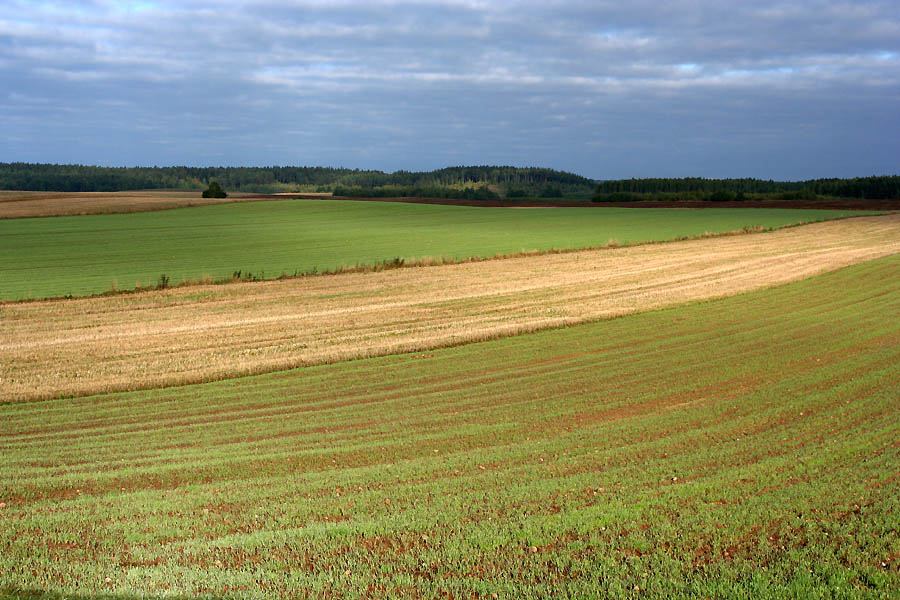
Paysage de Podlachie

L'agriculture en Pologne emploie 17,4 % de la population active et contribue à  4,5 % du PIB de la Pologne[Quand ?]. Le secteur de l'agriculture a été un secteur clé de l'intégration de la Pologne à l'Union européenne, du fait de l'importance de la population agricole, et du besoin de restructuration du secteur pour atteindre les normes européennes en termes d'hygiène alimentaires, de rendements et de développement rural.
Si 41 % de la superficie du pays est mis en culture, les exploitations agricoles ne sont qu'en moyenne de 10 hectares, cependant les structures régionales sont très différentes. Le sud-est du pays est caractérisé par un parcellaire de très faibles tailles avec de nombreuses exploitations de moins d'un hectare souvent destinés à l'autoconsommation, alors que le nord du pays possède des exploitations d'environ 25 hectares de moyenne.
Les cultures les plus importantes sont le blé, la pomme de terre, le seigle, l'orge et l'avoine. Les autres grandes cultures sont la betterave sucrière, les cultures fourragères et les fruits notamment les pommes (dont elle est le premier exportateur mondial en 2013). Le pays produit aussi du lin, de l'houblon et du tabac. La Pologne a un important élevage porcin. La Pologne est connue historiquement pour sa polyculture.

## Production
La Pologne a produit en 2018:
- 14,3 millions de tonnes de betterave sucrière (6e producteur mondial), qui sert à produire sucre et éthanol ;
- 9,8 millions de tonnes de blé (17e producteur mondial) ;
- 7,4 millions de tonnes de pomme de terre (9e producteur mondial) ;
- 4 millions de tonnes de triticale (1re producteur mondial) ;
- 4 millions de tonnes de pomme (3e producteur mondial, derrière la Chine et les États-Unis) ;
- 3,8 millions de tonnes de maïs ;
- 3 millions de tonnes d'orge (14e producteur mondial) ;
- 2,2 millions de tonnes de colza (8e producteur mondial) ;
- 2,1 millions de tonnes de seigle (2e producteur mondial, juste derrière l'Allemagne) ;
- 1,1 million de tonnes d'avoine (5e producteur mondial) ;
- 985 000 tonnes de chou ;
- 928 000 tonnes de tomates ;
- 726 000 tonnes de carotte ;
- 562 000 tonnes d'oignon ;
- 538 000 tonnes de concombre.

En plus de petites productions d'autres produits agricoles.
La Pologne compte plus de 350 fermes d'élevage de visons pour un total d’animaux tournant autour des six millions chaque année.

## Histoire
Au XVe siècle, Gdansk et la Livonie étaient sources d'approvisionnement en bois pour la Hollande, puis l'Angleterre (tandis qu'augmente l'importance du marché ibérique); pour la première depuis l'arrière-pays polono-lituanien et pour la seconde depuis les ressources forestières illimitées de la Russie. Les Hollandais s'intéressaient surtout  à Gdansk pour ses céréales. Les ports d'exportation polonais étaient les villes hanséatiques de Gdansk, Koenigsberg (actuelle Kaliningrad) voir Toruń sur la Vistule. La Mazovie était d'autre-part fort riche en forêts. Les habitants de ses petites villes flottaient toutes les essences de bois jusqu'à Danzig, ainsi que du goudron, du cirage, de la cendre et d'autres produits analogues, favorisant l'essor économique de Wyszogród, Czersk, Pułtusk, Plock, Varsovie, Wizna et autres bourgades situées au bord de la Vistule et ses affluents de droite dont la Narew. Les Prussiens se rendaient fréquemment eux-mêmes en Mazovie pour les emporter à Danzig. Des entrepôts de bois sont construits à Danzig sur la Motlava. Le commerce du bois avec la Lituanie se faisait via la Curisches haffe. Des bourgades reculées comme Nowy Sącz faisaient du commerce de bois d'if du moins jusqu'à Toruń. Le sciage était entre les mains des paysans qui, dans les domaines importants, assuraient aussi le fonctionnement de scies hydrauliques. Le paiement dans les grands centres de vente se faisait souvent en nature, notamment de draps des Pays-Bas très répandus depuis la fin du XIVe siècle.
Seconde moitié du XVIe siècle on constate un fléchissement de l'exportation du bois et de ses dérivés à Gdansk attribuable à l'extension rapide de l'agriculture en Pologne. On peut présumer que l'exportation massive des bois, ancienne déjà de deux siècles a contribué au déboisement des régions riveraines des voies fluviales, et aussi que le développement de la sidérurgie, des industries minières et de la verrerie avait fait reculer la forêt.
Les trois partages successifs du Royaume de Pologne (fin XVIIIe siècle ), qui mirent les territoires originairement polonais sous la domination de la Prusse (48 %), de l'Empire russe (42 %), ou de l'Empire austro-hongrois (10 %), déterminèrent des structures agraires différentes dans chacune des trois parties de la Pologne.

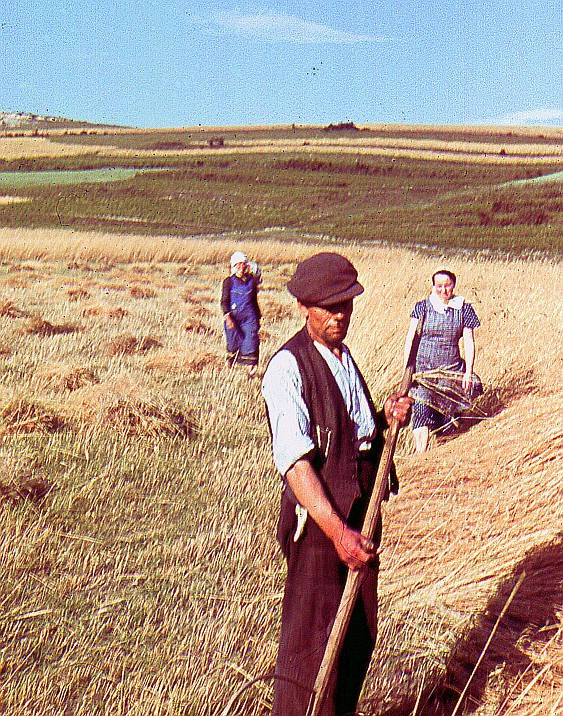
Récolte de 1938

### La collectivisation
En 1944, une réforme agraire est lancée, expropriant, sans rémunération, les exploitants de plus de 50 ou 100 ha suivant les régions.
En 1987, environ 2,7 millions d'exploitations agricoles privées étaient en activité. 57 % de ces exploitations avaient une taille inférieure à cinq hectares, 25 % avaient entre cinq et dix hectares et 11 % avaient entre dix et quinze hectares. Seulement 7 % des exploitations privées avaient plus de quinze hectares de terre. Alors que seulement 12 % des fermes d'état avaient une taille inférieure à 200 hectares, et 60 % de ces fermes d'État avaient plus de 1000 hectares.
En 1989, le secteur privé cultivées fournissait 79 % de la production agricole. Les fermes d'État, cultivaient elle, 18,8 % des terres arables et produisait 17,0 % de la production agricole. Les fermes coopératives, cultivaient seulement 3,8 % des terres arables et produisait 3,9 % de la production agricole alors qu'elles étaient souvent dans les autres pays du bloc de l'Est, la forme dominante de l'organisation agricole de l'État.

## Structures productives
La taille moyenne d’une exploitation est de 8,5 ha de terres cultivés avec une grande variation selon la région. La taille moyenne est passée de 7,0 ha en 1988 à seulement 7,9 ha en 1996. Il existe environ 2,1 millions exploitations agricoles. Presque la totalité des terres agricoles appartient au secteur privé, seuls 4 % des terres sont encore liées à l’État. Même si l'autoconsommation reste importante, elle tend à diminuer, et la taille des exploitations augmentent lentement.
La taille des parcelles agricoles se répartit entre [Quand ?]:
- 23,8 % d'exploitations agricoles de moins de 2 hectares ;
- 32,6 % d'exploitations agricoles entre 2 et 5 hectares ;
- 23,8 % d'exploitations agricoles entre 5 et 10 hectares ;
- 9,9 %  d'exploitations agricoles entre 10 et 15 hectares ;
- 9,9 %  d'exploitations agricoles de plus de 15 hectares.

La surface cultivée totale du pays est répartie entre :
- 4,8 %  pour les exploitations agricoles de moins de 2 hectares ;
- 14,7 % pour les exploitations agricoles entre 2 et 5 hectares ;
- 23,6 % pour les exploitations agricoles entre 5 et 10 hectares ;
- 16,6 % pour les exploitations agricoles entre 10 et 15 hectares ;
- 40,3 % pour les exploitations agricoles de plus de 15 hectares,

## Productions sectorielles
Les principales productions agricoles du pays sont le blé avec  8 à 9 millions de tonnes, le seigle avec 5 à 6 millions de tonnes, l'orge, l'avoine, les plantes fourragères, le colza avec 1,4 million de tonnes surtout la pomme de terre avec 21 millions de tonnes. Le secteur de l'élevage produit 2 à 3 millions de tonnes de viandes par an, la branche la plus importante est celle du porc qui représente 70 % du secteur de l'élevage. La Pologne a aussi une importante production de légumes (des oignons, du chou et du chou-fleur) et de fruits notamment les pommes et les fruits rouges, de betteraves sucrières avec 16 millions de tonnes, de volailles, d'œufs, de lait et de viandes bovines.

## Structures territoriales

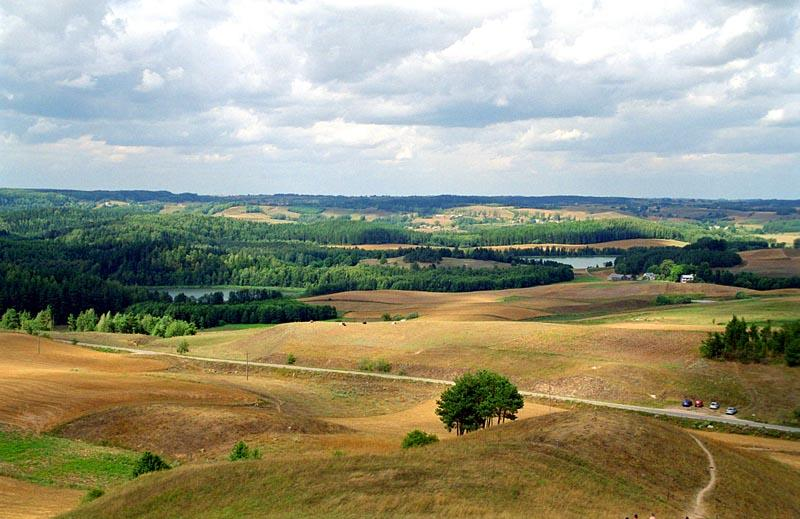
Paysage rural de Mazurie

Les régions de la Poméranie, de la Mazurie, de la Mazovie , de Podlachie et de Cujavie, au nord et à l'est du pays sont couverts de sols podzoliques morainiques sablonneux de faibles qualités. Ces régions sont caractérisées par une culture du seigle, de betterave sucrière  et une importante présence de pâturage. La taille moyenne d'une exploitation dans ces régions est d'environ 25 hectares.
Le centre et le sud du pays notamment en Haute-Silésie ont des terres de meilleurs qualités où ont pu se déposer du lœss. Ces régions sont caractérisées par des cultures de blé, de la betterave sucrière, de houblon, et de tabac. La taille moyenne d'une parcelle dans le sud-est de la Pologne est de 3,3 hectares de terres agricoles.
Les cultures maraîchères, arboricoles notamment de fruits rouges et de pommes sont situés près des principaux centres urbains en Mazovie, près de Lublin, Lodz, dans les voïvodies de Petite-Pologne et Grande-Pologne.

### Sources
- Ministère polonais de l'agriculture et du développement rural, « L’agriculture et l'économie alimentaire en Pologne », 2007
- Organisation des Nations unies pour l'alimentation et l'agriculture, « La situation mondiale de l'alimentation et de l'agriculture 1998 », 1998
- Chambre régionale du commerce et de l'industrie, Champagne-Ardenne, « L'agriculture et le machinisme agricole en Pologne », 2004

- La commission européenne, « Situation agricole et perspectives des pays d'Europe centrale »